# Nelly Kaplan

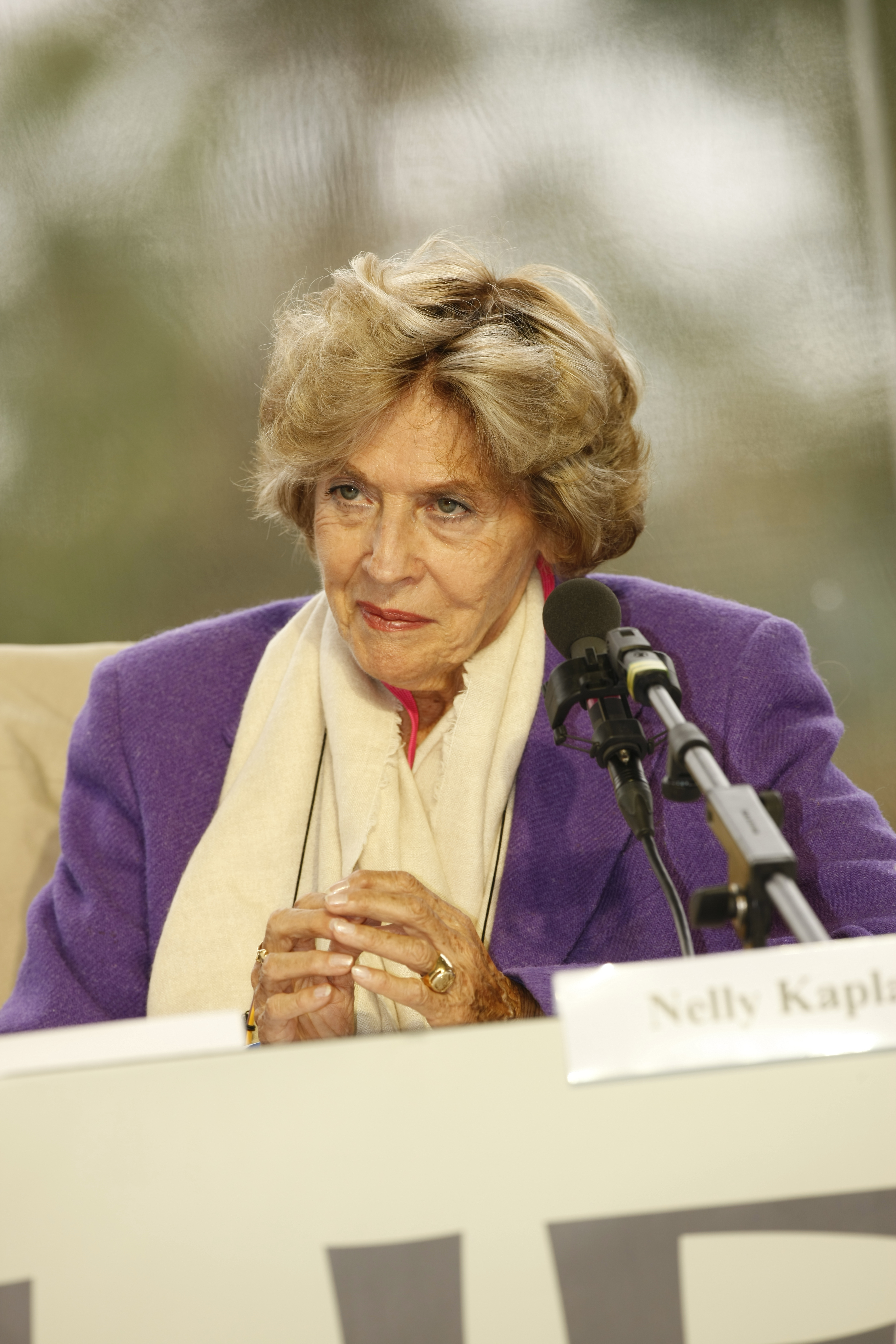
Nelly Kaplan (2009)

Nelly Kaplan (* 11. April 1931 in Buenos Aires, Argentinien; † 12. November 2020 in Genf, Schweiz) war eine argentinisch-französische Filmregisseurin und Schriftstellerin.

## Leben
Nelly Kaplan wurde als Tochter einer Opernsängerin in Buenos Aires geboren. 1953 kam Nelly nach Paris, wo sie 1956 André Breton kennenlernte und seine letzte Geliebte wurde.
Bei Abel Gance lernte sie das Filmhandwerk.
Es folgten Filme über Kunst, wie Rodolphe Bresdin und Le regard Picasso über Pablo Picasso.
Ihr erster Spielfilm und ihr Hauptwerk Moneten fürs Kätzchen mit Bernadette Lafont und Michel Constantin, für den sie den „Goldenen Löwen“ in Venedig erhielt, kam 1969 in die Kinos und wurde ein Kassenhit.
Danach folgten noch weitere Spielfilme wie Papa les p’tits bateaux mit Michael Lonsdale u. a. und im Jahr 1976 der Film
Néa.
Sie gehörte mit Agnès Varda zu den Klassikern des feministischen Frauenfilms.
Nelly Kaplan verstarb am 12. November 2020 89-jährig in Genf an Covid-19.

## Ehrungen
- 1996: Offizier der Ehrenlegion[5]
- 2005 Ordre des Arts et des Lettres (Komtur)[6]
- Ordre National du Mérite (Offizier)[7]

## Bibliografie (Auswahl)
- Memoires d'une liseuse de draps (Roman, 1973)
- Un manteau de fou rire (Roman, 1998)
- Ils furent une étrange comète (Roman, 2002)
- Cuisses de grenouille (Roman, 2004)
- Correspondance, 1962–1991: écris-moi tes hauts faits et tes crimes (Briefe, 2009)
- Entrez, c'est ouvert! (Autobiografie, 2016)

## Filmografie
- 1960: Austerlitz – Glanz einer Kaiserkrone (Austerlitz) (Drehbuchmitarbeit, Schauspielerin, Cutter)
- 1964: Cyrano und d’Artagnan (Cyrano et d'Artagnan) (Cutter)
- 1967: Le regard Picasso (Regie, Drehbuch)
- 1969: Moneten fürs Kätzchen (La fiancée du pirate) (Regie und Drehbuchmitarbeit)[8]
- 1971: Papa les petits bateaux… (Regie, Drehbuchmitarbeit)
- 1975: Gefährlich lebt sich's besser (Drehbuch)
- 1976: Nea – Ein Mädchen entdeckt die Liebe (Regie, Drehbuchmitarbeit)
- 1979: Charles und Lucie (Regie, Drehbuchmitarbeit)
- 1982: Ce fut un bel été (Schauspielerin, Drehbuch)
- 1985: Blick in den Spiegel (Regard dans le miroir) (Drehbuch, Darstellerin)
- 1987: Raffinierte Rache (Regie)
- 1991: Plaisir d'amour (Regie, Drehbuchmitarbeit)
- 1994: Honorin et l'enfant prodigue (Drehbuch)